# Talpapellis peltigerae
Talpapellis peltigerae är en lavart som beskrevs av Alstrup & M.S. Cole 1998. Talpapellis peltigerae ingår i släktet Talpapellis, divisionen sporsäcksvampar och riket svampar.   Inga underarter finns listade i Catalogue of Life.